# Hermann von Oppeln-Bronikowski
Hermann von Oppeln-Bronikowski   (Berlín, 2 de gener de 1899 - Gaißach, 19 de setembre de 1966) va ser un militar i genet alemany que va competir a començaments del segle xx.
Membre de la noblesa prussiana, el 1917 es va fer voluntari de l'exèrcit alemany. Durant la Primera Guerra Mundial va lluitar primer al front rus, i després a França. Acaba la guerra amb el rang de tinent. Després de la guerra, es va unir a la Reichswehr com a oficial de cavalleria.
El 1936 va prendre part en els Jocs Olímpics de Berlín, on va disputar dues proves del programa d'hípica amb el cavall Gimpel. Va guanyar la medalla d'or en la prova de doma per equips, mentre en la de doma individual fou desè.
Durant la Segona Guerra Mundial va participar en la campanya de Polònia i, com a membre de la 4a Divisió Panzer, al front rus. El 1943 va ser ferit. L'octubre d'aquell any passà a ser comandant de la 21a Divisió Panzer que es trobava a Normandia. Després del desembarcament de Normandia el seu regiment va participar en els combats que van tenir lloc al voltant de la ciutat de Caen i va aconseguir escapar de la Bossa de Falaise. El 28 de juliol de 1944 va rebre la Creu de Cavaller de la Creu de Ferro. L'octubre del mateix any va obtenir el comandament de la 20a Divisió Panzer, i el 30 de gener de 1945 fou ascendit a General Major. Durant els últims mesos de la guerra, la seva divisió va participar en batalles defensives a Hongria i al front de l'Oder amb gran valentia, cosa que li va valer noves condecoracions. El 8 de maig de 1945 va dissoldre les restes de la seva divisió i, després d'una breu captiveri, fou alliberat el 1947.
Després de la guerra va participar en la reconstitució de l'exèrcit alemany (Bundeswehr) i entrenà l'equip canadenc de doma als Jocs Olímpics d'Estiu de 1964, a Tòquio.